# IHL 1978/79
Die Saison 1978/79 war die 34. reguläre Saison der International Hockey League. Während der regulären Saison bestritten die neun Teams jeweils 80 Spiele. In den Play-offs setzten sich die Kalamazoo Wings durch und gewannen den ersten Turner Cup in ihrer Vereinsgeschichte.

## Reguläre Saison

### Abschlusstabelle
Abkürzungen: GP = Spiele, W = Siege, L = Niederlagen, T = Unentschieden, OTL = Niederlage nach Overtime, GF = Erzielte Tore, GA = Gegentore, Pts = Punkte
| Northern Division | GP | W  | L  | T  | GF  | GA  | Pts |
| ----------------- | -- | -- | -- | -- | --- | --- | --- |
| Port Huron Flags  | 80 | 44 | 29 | 7  | 393 | 292 | 95  |
| Kalamazoo Wings   | 80 | 40 | 28 | 12 | 368 | 327 | 92  |
| Saginaw Gears     | 80 | 35 | 35 | 10 | 326 | 322 | 80  |
| Flint Generals    | 80 | 35 | 40 | 5  | 356 | 349 | 75  |
| Muskegon Mohawks  | 80 | 15 | 58 | 7  | 275 | 475 | 37  |

| Southern Division  | GP | W  | L  | T  | GF  | GA  | Pts |
| ------------------ | -- | -- | -- | -- | --- | --- | --- |
| Grand Rapids Owls  | 80 | 50 | 21 | 9  | 368 | 267 | 109 |
| Fort Wayne Komets  | 80 | 45 | 29 | 6  | 386 | 327 | 96  |
| Toledo Goaldiggers | 80 | 35 | 32 | 13 | 320 | 302 | 83  |
| Milwaukee Admirals | 80 | 21 | 48 | 11 | 260 | 391 | 53  |

## Turner-Cup-Playoffs
| Turner-Cup-Viertelfinale | Turner-Cup-Viertelfinale | Turner-Cup-Viertelfinale |    |                   | Turner-Cup-Halbfinale | Turner-Cup-Halbfinale | Turner-Cup-Halbfinale |  |  | Turner-Cup-Finale | Turner-Cup-Finale | Turner-Cup-Finale |
|                          |                          |                          |    |                   |                       |                       |                       |  |  |                   |                   |                   |
| N2                       | Kalamazoo Wings          | 4                        |    |                   |                       |                       |                       |  |  |                   |                   |                   |
| N3                       | Saginaw Gears            | 0                        |    |                   |                       |                       |                       |  |  |                   |                   |                   |
| N3                       | Saginaw Gears            | 0                        | N2 | Kalamazoo Wings   | 4                     |                       |                       |  |  |                   |                   |                   |
|                          |                          |                          | N2 | Kalamazoo Wings   | 4                     |                       |                       |  |  |                   |                   |                   |
|                          | N4                       | Flint Generals           | 0  |                   |                       |                       |                       |  |  |                   |                   |                   |
| N1                       | N4                       | Flint Generals           | 0  | Port Huron Flags  | 3                     |                       |                       |  |  |                   |                   |                   |
| N1                       |                          |                          |    | Port Huron Flags  | 3                     |                       |                       |  |  |                   |                   |                   |
| N4                       | Flint Generals           | 4                        |    |                   |                       |                       |                       |  |  |                   |                   |                   |
| N4                       | Flint Generals           | 4                        | N2 | Kalamazoo Wings   | 4                     |                       |                       |  |  |                   |                   |                   |
|                          |                          |                          |    | Kalamazoo Wings   | 4                     |                       |                       |  |  |                   |                   |                   |
|                          | S1                       | Grand Rapids Owls        | 3  |                   |                       |                       |                       |  |  |                   |                   |                   |
| S1                       | S1                       | Grand Rapids Owls        | 3  | Grand Rapids Owls | 4                     |                       |                       |  |  |                   |                   |                   |
| S1                       |                          |                          |    | Grand Rapids Owls | 4                     |                       |                       |  |  |                   |                   |                   |
| S4                       | Milwaukee Admirals       | 3                        |    |                   |                       |                       |                       |  |  |                   |                   |                   |
| S4                       | Milwaukee Admirals       | 3                        | S1 | Grand Rapids Owls | 4                     |                       |                       |  |  |                   |                   |                   |
|                          |                          |                          | S1 | Grand Rapids Owls | 4                     |                       |                       |  |  |                   |                   |                   |
|                          | S2                       | Fort Wayne Komets        | 3  |                   |                       |                       |                       |  |  |                   |                   |                   |
| S2                       | S2                       | Fort Wayne Komets        | 3  | Fort Wayne Komets | 4                     |                       |                       |  |  |                   |                   |                   |
| S2                       |                          |                          |    | Fort Wayne Komets | 4                     |                       |                       |  |  |                   |                   |                   |
| S3                       | Toledo Goaldiggers       | 2                        |    |                   |                       |                       |                       |  |  |                   |                   |                   |

## Vergebene Trophäen

### Mannschaftstrophäen
| Auszeichnung                                          | Team              |
| ----------------------------------------------------- | ----------------- |
| Turner Cup Gewinner der IHL-Playoffs                  | Kalamazoo Wings   |
| Fred A. Huber Trophy Bestes Team der regulären Saison | Grand Rapids Owls |

### Individuelle Trophäen
| Auszeichnung                                                       | Spieler         | Team              |
| ------------------------------------------------------------------ | --------------- | ----------------- |
| James Gatschene Memorial Trophy MVP der regulären Saison           | Terry McDougall | Fort Wayne Komets |
| Leo P. Lamoureux Memorial Trophy Bester Scorer                     | Terry McDougall | Fort Wayne Komets |
| Governor’s Trophy Bester Verteidiger                               | Guido Tenisi    | Grand Rapids Owls |
| James Norris Memorial Trophy Torhüter mit den wenigsten Gegentoren | Gordie Laxton   | Grand Rapids Owls |
| Garry F. Longman Memorial Trophy Bester Rookie                     | Wes Jarvis      | Port Huron Flags  |
| Ken McKenzie Trophy Bester US-amerikanischer Rookie                | Jon Fontas      | Saginaw Gears     |